# Боталовская волость
Боталовская волость — упразднённая административно-территориальная единица 3-го уровня и бывшее муниципальное образование со статусом сельского поселения в Куньинском районе Псковской области России.
Административный центр — деревня Боталово.

## География
Территория волости граничила на севере с Назимовской, на востоке — с Жижицкой, на юго-востоке — с Каськовской, на юге — с Слепнёвской, на юго-западе и западе — с Ушицкой волостями Куньинского района, на северо-западе — с Великолукским районом Псковской области.

## Население
| 2010 | 2012  | 2013 | 2014  | 2015  |
| ---- | ----- | ---- | ----- | ----- |
| 1081 | ↘1023 | ↘987 | ↗1121 | ↘1118 |

## Населённые пункты
В состав Боталовской волости входило 35 деревень (в том числе 7 ж/д будок): Борок, Боталово, Вашуткино, Великополье, Гришино, Денесково, Денисовка, Докукино, Задорожье, Зехниха, Золотухино, Зубово, Клин, Красная Вешня, Кресты, Кузнецово, Луговицы, Матушкино, в том числе ж/д будка 447 км, ж/д будка 448 км, Мишково, Никольское, Новотроицкое, Обжино, Пески, Петелино, Плешково, Пухтево, Староселье, Суворово, в том числе ж/д будка 286 км, ж/д будка 288 км, ж/д будка 290 км, Таборы, в том числе ж/д будка 457 км, ж/д будка 454 км, Трулино, Удачино, Федорцево, Филипцево, Щукино, Яблоница.

## История
С 1995 до 2005 года эта территория имела название Куньинская волость. Законом Псковской области от 28 февраля 2005 года в границах Куньинской волости было создано муниципальное образование Боталовская волость со статусом сельского поселения с 1 января 2006 года в составе муниципального образования Куньинский район со статусом муниципального района. Законом Псковской области от 30 марта 2015 года Боталовская волость была упразднена и путём её объединения с Ушицкой, Слепнёвской и Назимовской волостей была вновь воссоздана Куньинская волость.